# Лабораторија за млазни погон
Лабораторија за млазни погон (енгл. Jet Propulsion Laboratory, JPL) је истраживачка и развојна установа финансирана из буџета САД и Насе. Примарни задатак установе је конструкција и операција роботских планетарних сонди, мада се укључује и у мисије у Земљиној орбити и мисије везане за астрономију. Такође је одговорна за управљање Насином Мрежом дубоког свемира.
Основана 1930-их од стране истраживача са Калтеха, JPL је у власништву агенције NASA и њом управља оближњи Калифорнијски институт за технологију (Caltech). Примарна функција лабораторије је изградња и рад планетарних роботских свемирских летелица, иако такође спроводи астрономска истраживања и мисије око Земље. Такође је одговорна за рад NASA-ине мреже дубоког свемира.
Међу тренутно активним пројектима у које је ЈПЛ укључена убрајају се Касини-Хајгенс мисија на Сатурн, Марс експлорејшн ровери (Спирит и Опортјунити), Марс реконесанс орбитер, мисија Зора ка Вести и Церери и Свемирски телескоп Спицер.

## Историја
прати своје почетке до 1936. године у Гугенхајм аеронаутичкој лабораторији на Калифорнијском институту за технологију (GALCIT) када је први сет ракетних експеримената изведен у Аројо Секу. Дипломирани студенти Калтеха Франк Малина, Ћен Сјуесен, Велд Арнолд и Аполо М. О. Смит, заједно са Џеком Парсонсом и Едвардом С. Форманом, тестирали су мали мотор на алкохол да би прикупили податке за Малинин дипломски рад. Малинин саветник за тезу био је инжењер/аеродинамичар Теодор фон Карман, који је на крају обезбедио финансијску подршку америчке војске за овај „GALCIT ракетни пројекат“ 1939. Године 1941, Малина, Парсонс, Форман, Мартин Самерфилд и пилот Хомер Буши демонстрирали су први авион ракете са потпомогнутим полетањем (JATO) за војску. Године 1943, фон Карман, Малина, Парсонс и Форман основали су Аероџет корпорацију за производњу ЈАТО ракета. Пројекат је добио назив Лабораторија за млазни погон у новембру 1943. године, формално постајући војни објекат којим је универзитет управљао по уговору. Године 1944, Парсонс је избачен због својих „неортодоксних и несигурних метода рада” након једне од неколико истрага FBI о његовој умешаности у окултизам, дрогу и сексуални промискуитет.
Током војних година JPL-а, лабораторија је развила два примењена система наоружања, балистичке ракете средњег домета MGM-5 Corporal и MGM-29 Sergeant. Ове ракете су биле прве америчке балистичке ракете развијене у JPL. Такође је развијен низ других прототипова система наоружања, као што је противваздушни ракетни систем Локи и претеча сондажне ракете Aerobee. У различитим временима, вршила је ракетна тестирања на полигону Вајт Сандс, ваздухопловној бази Едвардс и Голдстону у Калифорнији.
Године 1954, JPL се удружио са инжењерима Вернера фон Брауна у Редстоне aрсеналу Агенције за балистичке ракете у Хантсвилу, Алабама, како би предложили орбитирање сателита током Међународне геофизичке године. Тим је изгубио тај предлог од пројекта Вангард, и уместо тога је кренуо у поверљиви пројекат да демонстрира технологију аблативног поновног уласка помоћу ракете Јупитер-Ц. Извели су три успешна суборбитална лета 1956. и 1957. Користећи резервни Јуно I (модификовани Јупитер-Ц са четвртим степеном), две организације су затим лансирале први сателит Сједињених Држава, Екплорер 1, 31. јануара 1958.
JPL је пребачен у НАСА у децембру 1958. године, поставши примарни центар планетарних свемирских летелица агенције. JPL инжењери су дизајнирали и водили мисије Рејнџер и Сервејор на Месец које су припремиле пут за Аполо. JPL је такође предводио пут у међупланетарном истраживању са мисијама Маринер на Венеру, Марс и Меркур. Године 1998, JPL је отворио Програмски уред за објекте близу Земље за НАСА. Од 2013. године пронађено је 95% астероида пречника километар или више који прелазе Земљину орбиту.
JPL је од раних дана запошљавао жене математичарке. Током 1940-их и 1950-их, користећи механичке калкулаторе, жене у групи за рачунарство која се састојала само од жена извршиле су прорачуне путање. Године 1961, JPL је ангажовао Дејну Улери као прву жену инжењера која је радила заједно са мушким инжењерима као део тимова за праћење мисија Ренџер и Маринер.

## Локација
Када је основана, локација JPL-а била је непосредно западно од стеновите поплавне равнице – корита реке Аројо Секо – изнад бране Ђавоља капија у северозападном делу града Пасадене у јужној Калифорнији, близу Лос Анђелеса. Док је првих неколико зграда изграђено на земљишту купљеном од града Пасадене, касније зграде су изграђене на суседном неинкорпорисаном земљишту које је касније постало део Ла Канјада Флинтриџа. Данас се већина од 168 acres (68 ha) NASA имања у власништву савезне владе САД, које чини JPL кампус налази у Ла Канјада Флинтриџу. Упркос томе, JPL и даље користи адресу Пасадене (4800 Oak Grove Drive, Pasadena, CA 91109) као своју званичну поштанску адресу. Повремено је било ривалитета између два града око тога који би требало да се помиње у медијима као дом лабораторије.

## Отворена кућа
Лабораторија је имала дан отворених врата једном годишње у суботу и недељу у мају или јуну, када је јавност била позвана да обиђе објекте и види демонстрације науке и технологије JPL уживо. Ограничене приватне туре су такође доступне током целе године ако су заказане унапред. Хиљаде школараца из јужне Калифорније и других места посећују лабораторију сваке године. Због смањења савезне потрошње наложених буџетским секвестрацијама, дан отворених врата је отказан. Дан отворених врата JPL за 2014. био је 11. и 12. октобар, а 2015. 10. и 11. октобар. Почевши од 2016. године, JPL је заменио годишњи Дан отворених врата са „Улазницом за истраживање JPL“, која садржи исте експонате, али захтева улазнице и претходну резервацију. Роботичар и возач Марс ровера Ванди Верма често делује као научни комуникатор на догађајима типа отворених кућа како би подстакла децу (а посебно девојчице) у STEM каријери.